# 20338 Елейнпаппас
20338 Елейнпаппас (20338 Elainepappas) — астероїд головного поясу, відкритий 21 квітня 1998 року.
Тіссеранів параметр щодо Юпітера — 3,281.